# 日本手機文化

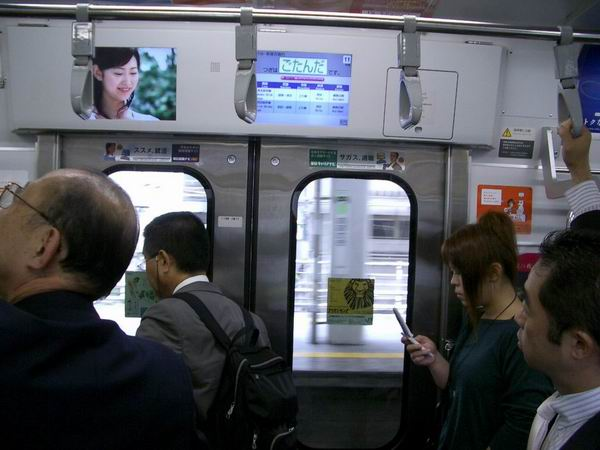
在日本電車上一個女孩正在使用手機

日本手機文化是現今日本社會熱門話題。目前日本手機擁有者多數擁有智慧型手機（日语：スマートフォン，或略稱：日语：），其中蘋果公司的iPhone的日本市場佔有率超過50%。在2021年8月的BCNretail銷售排行中，除了iPhone以外，Android系列手機，有中國的小米科技及OPPO以及日本的夏普及索尼進入榜上前十銷售。現今日本人使用最多的通訊方式是Line 株式会社開發的LINE通訊軟體，該軟體同時擁有訊息及通話功能，在日本市佔率達94%以上。

## 當今手机文化

### SNS
目前日本最多人使用的通訊軟體，便是LINE及社交軟體Twitter、Instagram等，原本上世代流行的mixi因使用者劇減，而轉型開發手機遊戲。
由於LINE的普及，LINE提供的「貼圖」（スタンプ）也形成了獨特的網路文化，並帶動了與貼圖及創作者相關的市場。

### 條碼

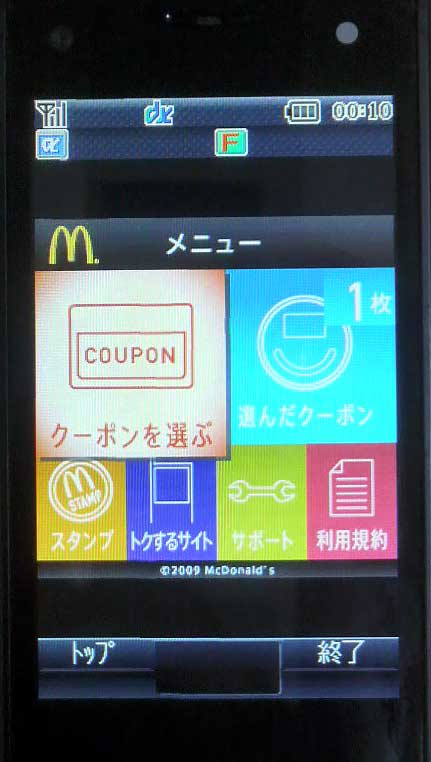
手機折價券服務

目前日本普遍的趨勢是手機掃瞄二維條碼，稱為QR條碼。使用相機手機掃瞄任何地方的QR條碼（例如車站海報、商店型錄）上之後，就能夠連上條碼所在的產品網頁了解訂購與人物資訊、有時只是一個電話號碼，讓使用者可以撥號並進而取得該商品的優惠。多數大型的日本網站也提供了QR條碼。

### 錢包
索尼公司與日本NTT DoCoMo公司一起開發了數款內建有FeliCa晶片的新型手機，這種手機可做為電子錢包，稱為「手機錢包」（お財布携帯）利用RFID近距離感應技術，讓使用者用手機在便利商店付款、在自動販賣機買飲料，取代車票進入車站等。使用FeliCa系統必須與銀行帳號同步，並放有一定的「電子現金」（電子マネー）才行。在蘋果公司引入Apple Pay後，也可以使用Suica及信用卡在商店進行電子付款。

## 爭議

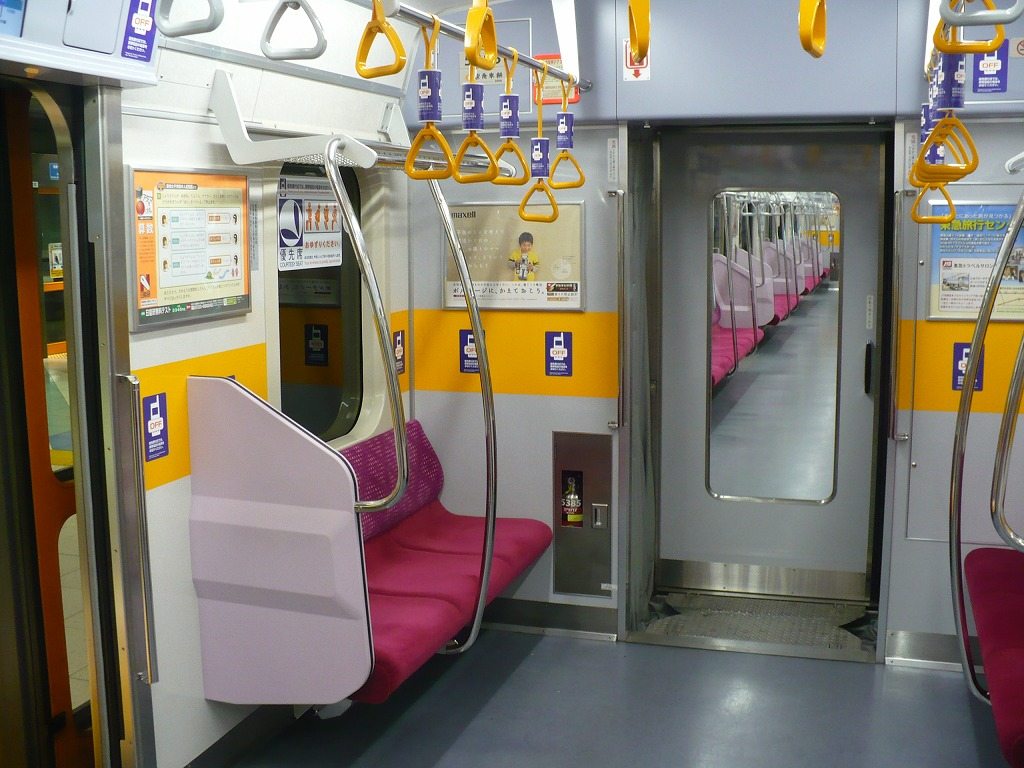
貼滿手機關機標示的日本電車博愛座

由於手機的無線電波（電磁波）可能會對許多醫療儀器會產生干擾，特別是裝設人工心臟或心律調節器的病人，很有可能因身邊的人使用手機而導致生命危險。因此日本的一些鐵路公司及巴士公司規定乘客於車廂內，尤其是博愛座週圍區域必須關機，車內其他地方需開啟無響鈴的「禮貌模式」（マナーモード）。大多數日本人在火車上講電話會走到車廂之間，或是低聲的講電話。但在電車或是巴士上公然大聲講電話的情形仍然存在，而鐵路公司或是巴士公司對於這些行為仍然是無可奈何。
此外，由於手機可以一次連上許多新聞群組發言，垃圾留言也變成一大問題，隨之而來的還有垃圾電子郵件等。
在日本一邊開車一邊使用電話被明文嚴禁，卻很少人遵守，也是近來討論的重要安全話題。
受到日本電波法影響，外來人士攜帶海外手機等裝置屬犯法行為，到2016年才寬限可在日本使用90日，如需到日本工作或就業，必须在日本購買手機。

## 外部連結
- 日本無線新聞網站Wireless Watch （页面存档备份，存于）
- 日本手機如何普及:Wired news （页面存档备份，存于）
- QR條碼軟體 （页面存档备份，存于）
- 日本手機鈴聲探討
- 日本手機文化部落格 （页面存档备份，存于）
- 日本科技 eurotechnology.com